# Estância Velha
Estância Velha, amtlich portugiesisch Município de Estância Velha, ist eine Stadt im Bundesstaat Rio Grande do Sul im Süden Brasiliens. Sie liegt in der Region Vale do Rio dos Sinos, dem Tal des Rio dos Sinos, etwa 45 km nördlich von Porto Alegre an der Rota Romântica. Sie ist Teil der Metropolregion Porto Alegre.

## Geographie
Sie grenzt an (von Norden im Uhrzeigersinn) Lindolfo Collor, Ivoti, Dois Irmãos, Novo Hamburgo, São Leopoldo und Portão.

## Geschichte
Die Geschichte der Besiedlung in dem Gebiet begann 1788 mit der Produktion von Hanf und Leinen in der Real Feitoria do Linho Cânhamo, die für Schiffe Seile und Segel lieferte. Ab 1824 wurde das Gebiet für die Besiedlung durch deutsche Einwanderer vorgesehen. Als Erster kam der Schuster Mathias Franzen dorthin. Schon zu Ende des 19. Jahrhunderts begann neben der Landwirtschaft der Aufbau der Lederindustrie. Die Schuhproduktion wurde zum bestimmenden Faktor in Estância Velha. 1930 wurde der Ort zum 10. Distrikt von São Leopoldo und schließlich 1959 als Munizip selbstständig.